# بخور مريم
بَخُورُ مَرْيَمَ(ملاحظة 1) جنس يشمل 23 نوعاً من النباتات العشبية المعمرة عن طريق الدرنات ودرنته كبيرة يراوح قطرها بين 2 و12 سم وتخرج منها أوراق وأزهار وجذور.

## الجزء المأكول
أوراق الزعمطوط هي المأكولة فتُلف الأوراق وتُحشى بالأرز واللحمة بالإضافة إلى البهارات في فلسطين. إي تشبه في طريقة صنعها طريقة صنع أوراق العنب. ولكن تُطهى على نار عالية وبعد غليانها تُخفض الحرارة حتى ينضج بالشكل المطلوب. في بعض المناطق في فلسطين يضعون في قاع الطنجرة قطع من اللحم كالقص والريش أو قطع عادية وأحيانا يُوضع الدجاج. بعض الناس يقومون بأكل درناتها بعدما تُقلى بالزيت الحار جيدا حتى تفقد سمها. إن أزهار الزعمطوط (قرن الغزال) لا تؤكل لأنها سامة فالحيوانات لا تقترب منها نهائيا.

## طريقة الحفظ
يحفط ورق الزعمطوط عن طريق غسله وتركه حتى يجف من الماء بعد غسله ويجمد.

## فترة القطاف
تبدا فترة قطاف الزعمطوط من نهاية كانون الثاني إلى شهر نيسان ويعتبر هذا النبات من النباتات الشتوية، ويُقطف هذه النباتات من بين الصخور في الجبال.

## الاستعمال الطبي
تحتوي درنة السيكلامين على غليكوزيد سام وهو غليكوزيد السيكلامين. تستعمل درنات السيكلامين كمادة قابضة في أمراض الروماتيزم وآلام الرأس وفي أمراض القلب وتضخم الغدة الدرقية. والدرنة سامة حتى ولو أخذت بكميات قليلة وتستعمل من قبل الصيادين لتخدير الأسماك واصطيادها، كما كان يستخدم عصيرها كسم السهم.

## من أنواعهالواطنةفيالوطن العربي
- بخور مريم أسمر (باللاتينية: Cyclamen coum) في بلاد الشام وتركيا وبلغاريا وأرمينيا
- بخور مريم إفريقي (باللاتينية: Cyclamen libanoticum) في المغرب العربي
- بخور مريم فارسي (باللاتينية: Cyclamen persicum) في بلاد الشام والمغرب العربي وقبرص وتركيا واليونان
- بخور مريم لبناني (باللاتينية: Cyclamen libanoticum) في بلاد الشام
- بخور مريم ليبي (باللاتينية: Cyclamen rohlfsianum) في المغرب العربي

## من أنواعه الأُخَر
- بخور مريم كيليكية

## مرادفات
- ملاحظة 1 شجرة مريم[6] أو السُّكَع[4] أو العَرْطَنِيثَا[4][7] أو الحلقي[8] أو الدغنينة[9] أو الزعمطوط أو قرن الغزال[10] أو سكوكع (لبنان) أو الرَّكَفَةُ[4][11] أو دان القط (فلسطين) أو زهر المسيح[4][12] أو الوَلْف[4] أو خبز المشايخ[4] أو البُقلامُس[4] أو اليُربُع[4] أو  خبز القرود